# Långtjärnen (Söderala socken, Hälsingland)
Långtjärnen är en sjö i Söderhamns kommun i Hälsingland och ingår i Norralaån-Ljusnans kustområde.